# جين ستيفنز
جين ستيفنز (بالإنجليزية: Gene Stephens) هو لاعب كرة قاعدة أمريكي، ولد في 20 يناير 1933 في مقاطعة بينتون في الولايات المتحدة.

## وصلات خارجية
- جين ستيفنز على موقع الدوري الياباني لكرة القاعدة (الإنجليزية)
- جين ستيفنز على موقعبيزبول رفرنس.كوم (الدوري الرئيسي) (الإنجليزية)
- جين ستيفنز على موقعبيزبول رفرنس.كوم (الدوري الثانوي) (الإنجليزية)
- جين ستيفنز على موقع إي إس بي إن.كوم (أم.أل.بي) (الإنجليزية)
- جين ستيفنز على موقع مشجعي الرسوم البيانية (الإنجليزية)